# Nespouls
 Nespouls  (en occitano Nespols) es una comuna y población de Francia, en la región de Lemosín, departamento de Corrèze, en el distrito de Brive-la-Gaillarde y cantón de Brive-la-Gaillarde Sudoeste.
Su población en el censo de 2008 era de 610 habitantes.
Está integrada en la Communauté de communes des Portes du Causse.

## Demografía
| 321 | 348 | 340 | 358 | 413 | 503 | 610 |
| Para los censos de 1962 a 1999 la población legal corresponde a la población sin duplicidades (Fuente: INSEE [Consultar]) |     |     |     |     |     |     |